# Der Kardinal im Kreml
Der Kardinal im Kreml (engl. The Cardinal of the Kremlin) ist ein Roman des amerikanischen Schriftstellers Tom Clancy und erschien 1988. Es ist chronologisch gesehen der fünfte Roman der von Tom Clancy geschaffenen Jack-Ryan-Serie. Mit The Cardinal of the Kremlin erschien 1990 ein lizenziertes Computerspiel.

## Handlung
Die Handlung spielt Mitte der 1980er Jahre parallel an mehreren Orten.
Der Ausbau einer sowjetischen Militärbasis nahe der tadschikisch-afghanischen Grenze weckt das Interesse der Central Intelligence Agency, die hier aufgrund der baulichen Analogien zu einer US-Anlage ein Versuchsgelände für ein lasergestütztes Raketenabwehrsystem vermutet. Denn beide Supermächte arbeiten trotz laufender Abrüstungsgespräche intensiv daran, Systeme zur Abwehr angreifender Interkontinentalraketen zu entwickeln. Um eine Analyse über den Entwicklungsstand auf sowjetischer Seite zu erstellen, wird der CIA-Mitarbeiter Dr. Jack Ryan über das US-Laserprojekt informiert, besucht das Testgelände und nimmt an einem Abschussversuch teil. Später wird klar, dass einer der Mitarbeiter des Projektes für die Sowjetunion spioniert.
Da seine Söhne und seine Frau bereits vor 30 Jahren gestorben sind, arbeitet der Oberst und dreimalige Held der Sowjetunion Michael Semjonowitsch Filitow, obwohl er bereits viele Jahre über das Pensionsalter hinaus ist, weiter als persönlicher Referent des Verteidigungsministers, Marschall Dimitri Timofejewitsch Jasow. Im Auftrag Jasows beauftragt der ehemalige Panzeroffizier den in Elektronik bewanderten Fernmelde-Oberst Gennadi Iosifowitsch Bondarenko mit einer unangemeldeten Vor-Ort-Inspektion, um mehr über Waffenpotenzial und Zuverlässigkeit des Raketenabwehr-Laserprojektes Heller Stern in Erfahrung zu bringen.
In Afghanistan ist ein ehemaliger Lehrer, der nur Bogenschütze genannt wird, im Rahmen der Kämpfe gegen die Sowjetunion als erfolgreicher Flugabwehrraketenschütze einer Gruppe von Mudschahedin im Einsatz. Gewissenhaft versorgt er die waffenliefernde CIA mit aus den abgeschossenen Fluggeräten (vorrangig Kampfhubschrauber Mil Mi-24, aber auch eine Antonow An-26) ausgebauten Elektronikteilen und weiteren Informationen, so auch über einen merkwürdigen, mehrere Sekunden dauernden Lichtstrahl, der von sowjetischem Gebiet auszugehen scheint. Aufgrund seiner Erfolge wird ihm nach dem Ausfall des bisherigen Anführers der Gruppe dessen Position übertragen. In der Folge organisiert er, ohne dies seinen CIA-Verbindungsoffiziere mitzuteilen, den Angriff auf das Gelände von Heller Stern. Es gelingt den Angreifern zwar, die Besatzung der Steuerzentrale und einen Großteil der KGB-Wachmannschaft zu töten sowie eine ganze Reihe Gebäude zu zerstören. Doch dank des überlegten Handelns Bondarenkos, der stellvertretender Leiter werden soll und daher zufällig erneut vor Ort ist, können die meisten Wissenschaftler gerettet und drei Viertel der Angreifer, einschließlich des Bogenschützen, getötet werden. Der Angriff ist somit nicht wirklich erfolgreich und wirft die sowjetischen Bemühungen nur um 1–2 Jahre zurück.
Schon seit über dreißig Jahren verfügt die CIA über die hochrangige Quelle KARDINAL im sowjetischen Verteidigungsministerium. Deren Nachrichten werden unter höchsten Sicherheitsvorkehrungen weitergeleitet. Bei einer Übergabe in der Moskauer U-Bahn fällt ein Mikrofilm auf den Boden, was ein zufällig anwesender KGB-Major bemerkt. So kommt es zur Enttarnung eines Teils der Kurierkette mit Auswirkungen auch auf die Machtkämpfe innerhalb des ZKs der KPdSU, da zu den Kurieren auch die Tochter eines ZK-Mitglieds gehört. Außerdem ist die CIA nun gezwungen, dringend benötigte Informationen über das Laser-Raketenabwehrprojekt auf riskanterem Weg – durch persönliche Übergabe zwischen Führungsoffizier und  Agent – zu erhalten, und bereitet die Exfiltration des Kardinals vor. Im Laufe der KGB-Ermittlungen bleiben nur noch Bondarenko und Filitow als mögliche Spione übrig. Letzterer wird schließlich verhaftet und gesteht nach längerer Zeit und Anwendung psychologischer Tricks seine Tätigkeit.
Um Kardinal freizubekommen und gleichzeitig einen Sturz des aktuellen Generalsekretärs der KPdSU Andrej Iljitsch Narmonow durch den vom KGB-Vorsitzenden Nikolai Gerasimow unterstützten Chefideologen Alexandrow zu verhindern, entwickelt Ryan einen waghalsigen Plan. Nachdem in den USA u. a. Gerüchte über drohende Ermittlungen wegen Insiderhandel auftauchen, deutet Ryan gegenüber dem örtlichen KGB-Residenten seine grundsätzliche Bereitschaft zum Überlaufen an, Details will er nur mit Gerasimow besprechen. Mit diesem trifft sich Ryan während einer erneuten Abrüstungsverhandlungsrunde in Moskau, wobei Ryan jedoch umgekehrt Gerasimow zu dessen Überraschung zur Flucht in die USA bewegen will. Druckmittel ist die zu erwartende Absetzung Gerasimows wegen Verlust des Vertrauens der anderen ZK-Mitglieder, da etliche der Meldungen des KGBs an das ZK in den vergangenen Monaten (Nichtüberlaufen der Mannschaft und Vernichtung des Atom-U-Bootes Roter Oktober, Änderung der fundamentalen Verhandlungsposition der USA im Rahmen der Abrüstungsgespräche) falsch waren und zudem ein Spion 30 Jahre unentdeckt aktiv war. Die schnell eingeleitete Gegenaktion des KGBs, die Entführung des maßgeblichen Computerspezialisten des US-Raketenabwehrprogramms, wird durch US-Polizeibehörden vereitelt. Daher ist Gerasimow zur Flucht bereit. Während Gerasimows Frau und Tochter in Tallinn von John Clark an Bord des U-Bootes Dallas gebracht werden, holt Gerasimow Filitow aus dem Lefortowo-Gefängnis und steigt mit diesem auf einer Startbahn des Flughafens Scheremetjewo direkt vor dessen Start in das US-Regierungsflugzeug, das Moskau mit der Verhandlungsdelegation für die Abrüstungsgespräche verlässt. Allerdings muss dabei Ryan auf dem Boden zurückgelassen werden, der so zu einem Besuch bei Narmonow kommt, bevor er in die USA zurückreisen darf.

## Ausgaben
- Tom Clancy: Der Kardinal im Kreml. Heyne, München 2001, ISBN 3-453-18011-9